# 賴素如
賴素如（1964年3月23日—），中華民國政治人物、律師，中國國民黨籍。曾任臺北市議會議員，並被視為馬英九派系之核心成員、華岡藝術學校董事。
2016年8月31日，賴素如遭臺灣高等法院因臺北雙子星弊案依收受賄賂罪，判刑九年徒刑及褫奪公權九年。2018年1月，最高法院撤銷發回更審。2020年4月，高等法院更一審判賴素如7年6月有期徒刑，褫奪公權4年，犯罪所得100萬元沒收。12月30日，最高法院駁回上訴，全案定讞。2024年10月14日，法務部矯正署核准假釋，從宜蘭監獄出監。

## 早年
賴素如出生於臺北市北投區，來自石牌地區地主世族。就學於臺北市立石牌國小、臺北市立明德國民中學、臺北市立第一女子高級中學，並擁有輔仁大學法律學學士、中國文化大學法學碩士、中國文化大學中山學術研究所法學博士學位。

## 政治生涯
- 中國國民黨18屆中央常務委員（2009年8月19日 - 2013年8月19日）
- 臺北市議會（第8、9、10、11屆）議員（1998年12月25日-2014年12月25日）
- 中華民國總統府法律顧問
- 中國國民黨文傳會義務副主委兼文宣部主任
- 中國國民黨首席發言人
- 台灣加油讚-2012馬吳競選辦公室主任 (2011年10月至 2012年1月14日)

2012年10月2日，賴素如獲拔擢出任中國國民黨主席辦公室（即「馬英九辦公室」，俗稱「馬辦」）主任，連任資格與適法性遭黨內外質疑的馬英九於2013年1月聽取黨主席辦公室主任賴素如等該黨法律人士與親信意見後，宣稱他要三度參選黨主席在法理上站得住腳。
原中國國民黨主席馬英九辦公室主任賴素如雖遭該黨停權，但國民黨北市黨部不僅在其所屬士林、北投選區少提名一席，形同「禮讓」賴素如以無黨籍參選；劃分責任里時，還開放北投七個里、約三萬名選民給賴經營，和國民黨基隆市長提名人黃景泰涉案還未被起訴就被該黨火速取消提名相較，可謂備受禮遇。
賴素如並獲中國國民黨台北市長候選人連勝文聘為其北投區後援會的榮譽會長。
臺北地方法院於10月31日宣判賴素如罪刑時，民進黨市議員候選人則在法院外高呼口號要求「賴素如退選，黑心市議員自行下架」。
2014年11月29日開票結果，賴素如以7,226票、2.36%的得票率落選。甚至低於學運參與者之一的王奕凱。

## 事件與爭議

### 興票案
興票案發生時，賴素如擔任國民黨委任律師，控告宋楚瑜與陳萬水。陳萬水為此氣到胃出血送醫。

### 擔任林益世的辯護律師
- 2012年年中行政院秘書長林益世爆發貪污索賄案，賴素如擔任其律師，因特偵組提示索賄錄音等事証，賴驚覺「林益世沒說實話」，勸林認罪，爾後並主動解除委任。又在臉書發文說：「一直都選擇相信益世，但看到相關卷證資料，非常詫異不敢相信。但又不得不相信難掩哽咽難過的心情。」[10]

- 2013年3月賴素如爆發涉貪案後，國民黨立委羅淑蕾爆料林益世案時，賴素如向彭愛佳收取律師費，工作二日，竟要新臺幣65萬元（約美金22,500元）。並批評賴素如「落井下石，趁火打劫」[11]。

### 找林益世關說
2013年2月，臺北地方法院審理林益世涉貪案時，檢方拿出在行政院秘書長辦公室搜到的多個便箋資料，其中一張是在2012年4月18日寫給林益世的便箋，簽名為「素如」，請託林益世促成合作金庫銀行副總經理謝昌俤，擔任總經理。檢方問「素如」是否指賴素如，林益世說應該是，但不敢肯定。賴素如則表示，她確實曾推薦曾擔任其辦公室主任、也具政治學專業背景的姚文成（文化大學政治學博士、文化大學財務金融系專任助理教授），姚文成後獲財政部核派擔任臺灣金控獨立董事。

### 涉嫌臺北雙子星索賄案
2013年3月27日因臺北雙子星索賄案，賴素如涉嫌向投標業者索取新臺幣1,500萬元賄款，還表示其中500萬元是要行賄同黨的議員。賴素如業已取得100萬元，遭到臺北地檢署檢察官聲請羈押。
2013年3月30日，臺北地方法院裁定賴素如因臺北雙子星索賄案與同案被告程宏道均遭收押禁見，被戴上手銬、以囚車送往臺北女子看守所，編號「0224」。2013年8月23日，台北地院合議庭做出裁定，同意賴素如以1,500萬新台幣交保候傳，並限制住居、限制出境、限制出海。
2014年10月30日台北地方法院以收賄等罪名判決賴10年有期徒刑，賴素如則回應：「我一路走來，始終如一，是非自有公道，法官如果仔細看卷證資料，就可以還原真相，這些錢是政治獻金，並不是賄款。我不捨親朋好友和支持我的群眾為我受到屈辱，希望大家不要為我哭泣。」

#### 太極雙星案進入司法程序重要事記
- 2013年11月23日開庭

賴素如的律師針對檢方2013年3月27日偵查庭訊問彭建銘時，並沒有依法全程錄影，曾不明原因中斷3次，其中最長中斷12分鐘；那次中斷錄影前，檢察官當庭逮捕彭要聲押，還要法警將彭上手銬。當時彭要求與律師討論，檢察官說了「我是覺得啦，就是…」，畫面隨即中斷長達12分鐘，恢復後，彭解銬說法轉變指證賴收賄，且無當庭聲押的紀錄，合理懷疑有特殊因素，聲請勘驗完整錄影、錄音光碟進行比對。
- 2014年2月18日開庭

賴素如的律師質疑白手套彭建銘，去年3月27日偵查庭上，曾被上銬逮捕，筆錄卻完全沒有記載，且全程連續錄影，也曾因此3度中斷空白，恢復錄影後，彭就解銬且說法轉變，指證賴收賄，認為彭可能是受羈押壓力才指證，所為陳述不是出於自由意志。
- 2014年3月11日勘驗重要證人筆錄

偵訊光碟中斷，賴素如限期檢方提供完整版。
- 2014年10月31日台北地方法院一審判決，賴素如因被控期約索賄1,500萬元，且已收取前金100萬元，再以市議員職權在議會提案護航太極雙星團隊，排除其他廠商競爭，遭臺北地方法院依職務上之行為收受賄賂罪判處10年有期徒刑，褫奪公權5年。[7]

- 2016年8月31日臺灣高等法院二審判決，依職務上之行為收受賄賂罪判處9年有期徒刑，褫奪公權9年。

- 2018年1月，賴素如被控收賄案，最高法院撤銷發回更審。

- 2020年4月，高等法院更一審判賴素如7年6月有期徒刑，褫奪公權4年，犯罪所得100萬元沒收，可上訴。12月，最高法院駁回上訴，全案定讞。

- 2020年12月30日，賴素如上午在親友陪同下到台北地檢署執行科報到入監執行。[23]。
- 2024年10月14日，假釋出獄。

## 選舉紀錄
| 年度 | 選舉屆數               | 選舉區           | 所屬政黨   | 得票數 | 得票率 | 當選標記 | 備註 |
| ---- | ---------------------- | ---------------- | ---------- | ------ | ------ | -------- | ---- |
| 1998 | 第八屆臺北市議員選舉   | 臺北市第一選舉區 | 中國國民黨 | 20,088 | 6.55%  |          |      |
| 2002 | 第九屆臺北市議員選舉   | 臺北市第一選舉區 | 中國國民黨 | 23,785 | 8.57%  |          |      |
| 2006 | 第十屆臺北市議員選舉   | 臺北市第一選舉區 | 中國國民黨 | 24,692 | 9.27%  |          |      |
| 2010 | 第十一屆臺北市議員選舉 | 臺北市第一選舉區 | 中國國民黨 | 29,093 | 9.76%  |          |      |
| 2014 | 第十二屆臺北市議員選舉 | 臺北市第一選舉區 | 無黨籍     | 7,226  | 2.36%  |          |      |

## 外部連結
- 賴素如的Facebook專頁